# Raue Venusmuschel
Die Raue Venusmuschel (Venus verrucosa) ist eine marine Muschelart aus der Familie der Venusmuscheln (Veneridae). Es ist die Typusart der Gattung Venus Linnaeus, 1758. , die die namengebende Gruppe für die Ordnung der Venerida ist. In Italien und Kroatien auch als Meerestrüffel (Tartufo di mare) oder Meeresnuss (Noce) bekannt.

## Merkmale
Das stark geblähte, gleichklappige Gehäuse der Rauen Venusmuschel ist im Umriss rundlich und misst bis etwa 7 cm in der Länge. Es ist leicht ungleichseitig, da die Wirbel etwas vor der Mittellinie sitzen. Die großen Wirbel sind schräg nach vorne eingerollt. Der fast gerade bis ganz leicht gewölbte hintere Dorsalrand fällt steil zum Hinterende ab. Der vordere Dorsalrand springt in die Lunula vor.
Die herzförmige Lunula ist durch eine deutliche Furche begrenzt. Sie ist mit radialen Rippen bedeckt, die in die konzentrischen Lamellen übergehen. Die etwas eingetiefte, längliche Area ist deutlich abgesetzt und mit radialen Linien besetzt. Das Feld der Area ist in der linken Klappe etwas weiter als in der rechten Klappe. Das Ligament ist hinter den Wirbeln eingesenkt und nimmt etwa ein Drittel der Strecke des hinteren Dorsalrandes ein. In beiden Klappen sind je drei Kardinalzähne vorhanden. In der linken Klappe ist der mittlere Kardinalzahn gefurcht und zweispitzig. Unter und vor dem vorderen Kardinalzahn sitzt zudem ein kleiner Höcker (Vorzahn, auch als Lateralzahn oder Kardinalzahn bezeichnet). In der rechten Klappe sind der vordere und der hintere Kardinalzahn gefurcht und zweispitzig. Unter dem vorderen Kardinalzahn ist eine sehr kleine Grube. Es sind zwei, im Großen und Ganzen gleich große Schließmuskeln vorhanden; der hintere Schließmuskel ist nur geringfügig größer als der vordere Schließmuskel. Die Schale um den hinteren Schließmuskel ist oft pinkbrun, kastanienbraun oder hellviolett getönt. Die Mantelbucht ist klein und annähernd dreieckig.
Die Schale ist dickwandig und fest. Die Ornamentierung besteht aus ca. 50 kräftigen, nicht ganz gleichmäßigen, zum Wirbel hin aufgebogenen, konzentrischen Lamellen, die sich mit feineren radialen Linien kreuzen. Die Kreuzungsstellen sind in der Mitte glatt, am Vorder- und Hinterrand jedoch mit kräftigen Knoten besetzt. Diese Knoten oder „Warzen“ haben zum wissenschaftlichen Artnamen verrucosa (lat. verrucosus = warzig) geführt. Aus diesen Fortsätzen an den Rändern, die bei anderen Arten der Venusmuscheln fehlen, resultiert auch der deutschsprachige Name „Raue“ Venusmuschel. Im Jugendstadium sind die radialen Streifen deutlicher und geben der Oberfläche ein netzartiges Aussehen. Zwischen den groben Lamellen sind noch feine Anwachsstreifen vorhanden. Der innere Rand der Ventral- und Vorderseite des Gehäuses sind fein gekerbt, der innere Hinterrand ist dagegen glatt. Das Periostracum ist dünn und mattglänzend. Die Schale ist außen gelbbraun bis rötlich-braun gefärbt, die Farben sind in der Wirbelregion und am vorderen Dorsalrand am intensivsten. Innen ist die Schale dagegen weiß glänzend.
Der Fuß ist groß und zungenförmig. Die Siphonen sind kurz, ungleich lang und miteinander verwachsen.

Venus verrucosa verrucosa Rechte Klappe
Venus verrucosa verrucosa Linke Klappe

Venus verrucosa simulans Rechte Klappe
Venus verrucosa simulans Linke Klappe

## Geographische Verbreitung, Lebensraum und Lebensweise
Das Verbreitungsgebiet reicht im Ostatlantik von den Küsten Norwegens bis nach Südafrika. Sie kommt auch um die Kapverdischen Inseln, Kanarischen Inseln und Madeira sowie im Mittelmeer vor.
Die Raue Venusmuschel kommt bevorzugt in grobkörnigen Sedimenten, aber auch in sandig-schlickigen Böden des Gezeitenbereiches bis in etwa 100 m Wassertiefe vor. Sie ernährt sich von Phytoplankton, das sie mit Hilfe ihrer Kiemen aus dem Wasser filtriert. Die dicken Schalen der Rauen Venusmuschel werden im Mittelmeer häufig von der Bohrmuschel Rocellaria dubia angebohrt.
Die Raue Venusmuschel ist getrenntgeschlechtlich. In Südspanien wurde beobachtet, dass die Laichzeit das ganze Jahr über andauerte. In anderen Regionen z. B. in der nördlichen Adria (Trieste) ist sie beschränkt auf die Zeit von Dezember bis September. In der unteren Adria findet sie von Juni bis Oktober statt, in der Ägäis von Mai bis November. Die Dauer der Laichzeit ist wahrscheinlich abhängig von der Wassertemperatur und dem Angebot an Phytoplankton. Die Tiere werden im Mittelmeer bis zu 16 Jahre alt.

## Kommerzielle Bedeutung
Die Raue Venusmuschel wird in der Bretagne, in der Normandie und im Mittelmeer kommerziell befischt. Jährlich werden mehrere Tausend Tonnen angelandet und auf lokalen Fischmärkten verkauft. Sie wird in Frankreich roh oder gekocht gegessen.

## Taxonomie
Die Art wurde schon 1758 von Carl von Linné beschrieben.
Das Taxon ist die Typusart der Gattung Venus Linnaeus, 1758.

## Belege

### Online
- Marine Bivalve Shells of the British Isles: Venus verrucosa (Linnaeus, 1758) (Website des National Museum Wales, Department of Natural Sciences, Cardiff)
- Marine Species Identification Portal: Venus verrucosa (Linné, 1758)